# اچ‌دی ۱۲۰۳۹
اچ‌دی ۱۲۰۳۹ یک ستاره است که در صورت فلکی نهنگ قرار دارد.